# Mark Walters (Radsportler)
Mark Walters (* 15. Februar 1976 in Milfort) ist ein ehemaliger kanadischer Radrennfahrer.

## Karriere
Mark Walters begann seine Karriere 1998 beim Mercury Cycling Team. In seinem ersten Jahr gewann er eine Etappe beim Grand Prix Cycliste de Beauce und wurde kanadischer Meister im Straßenrennen. Außerdem gewann er eine Etappe beim Bob Cook Memorial-Mount Evans und die Gesamtwertung der Reddings 3-Days. Im nächsten Jahr wechselte er zum Navigators Cycling Team, wo er den New Jersey Classic, den North Atlantic Championship, eine Etappe der Tour de Toona und die Tour de Okinawa für sich entscheiden konnte. Im Jahr 2000 gewann er das Chris Thater Memorial Criterium und 2001 wurde er zum zweiten Mal kanadischer Straßenmeister. In der Saison 2002 entschied Walters ein Teilstück des Millionairsrace und der First Union USPRO Championship für sich, das frühere Rennen zur US-amerikanischen Meisterschaft. 2003 gewann er eine Etappe bei der Tour de Toona, 2004 ein Teilstück des Fitchburg Longsjo Classic und 2006 den Hamilton Classic. Ab 2007 fährt Walters für das US-amerikanische Continental Team Kodakgallery.com-Sierra Nevada und war auf einem Teilstück der Tour de Beauce erfolgreich.
Nach der Saison 2008 beendete er seine Profi-Karriere.

## Erfolge
1998
- eine Etappe Grand Prix Cycliste de Beauce
- Kanadischer Straßenmeister

1999
- Tour de Okinawa

2001
- Kanadischer Straßenmeister

2002
- First Union USPRO Championship

2007
- eine Etappe Grand Prix Cycliste de Beauce

## Teams
- 1998 Mercury Cycling Team
- 1999–2003 Navigators
- 2004–2006 Navigators Insurance
- 2007 Kodakgallery.com-Sierra Nevada
- 2008 Team Race Pro